# FV-100
FV-100（也称为）是一种含氮有机化合物，分子式C
22H
26N
2O
5，属于核苷酸类似物，可作为抗病毒药物，用于治疗带状疱疹。